# Pierre-Adrien Dalpayrat

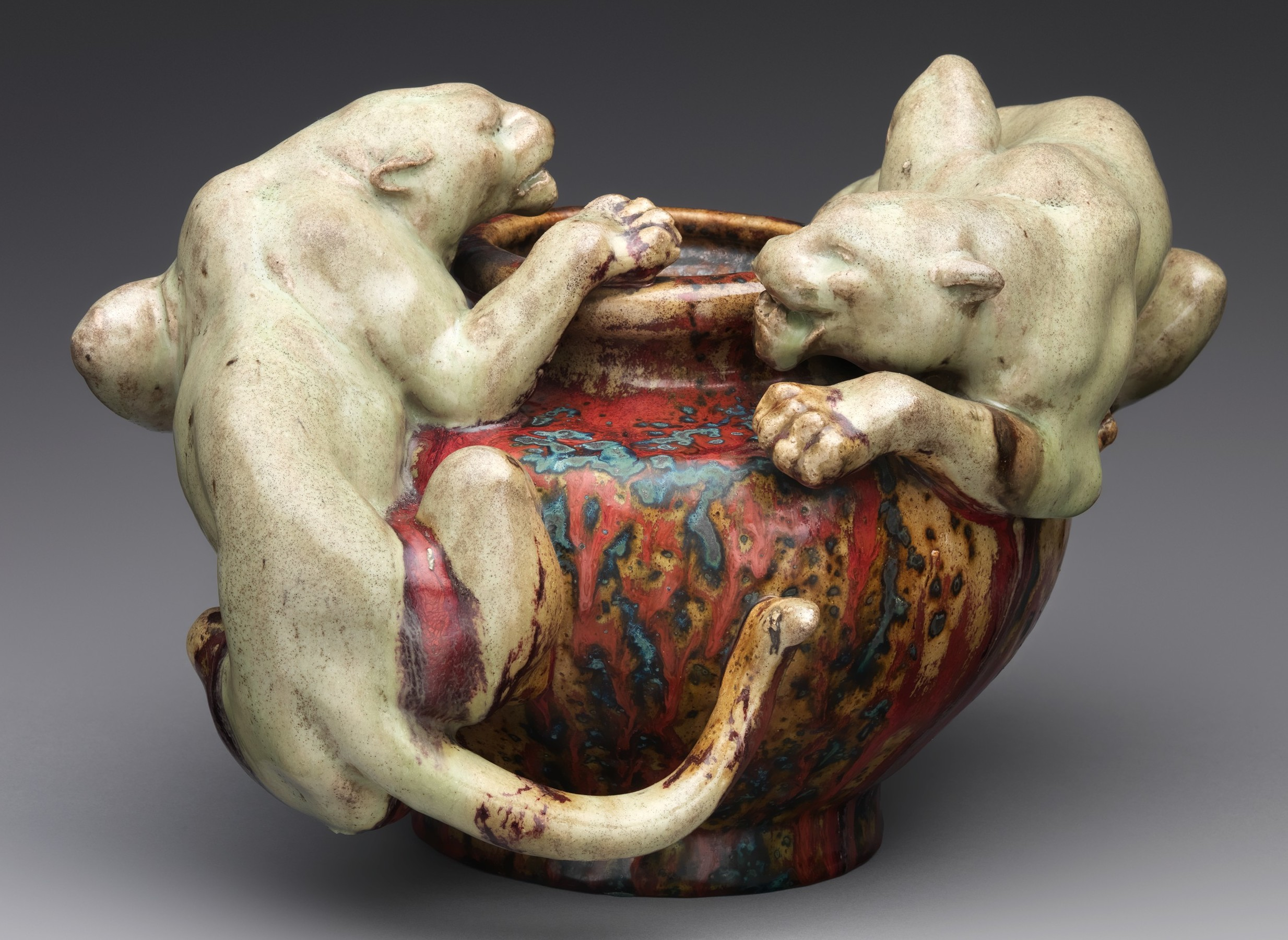
Chiếc bát với hai con báo vào năm 1894–95, được tráng men bằng "Rouge Dalpayrat".

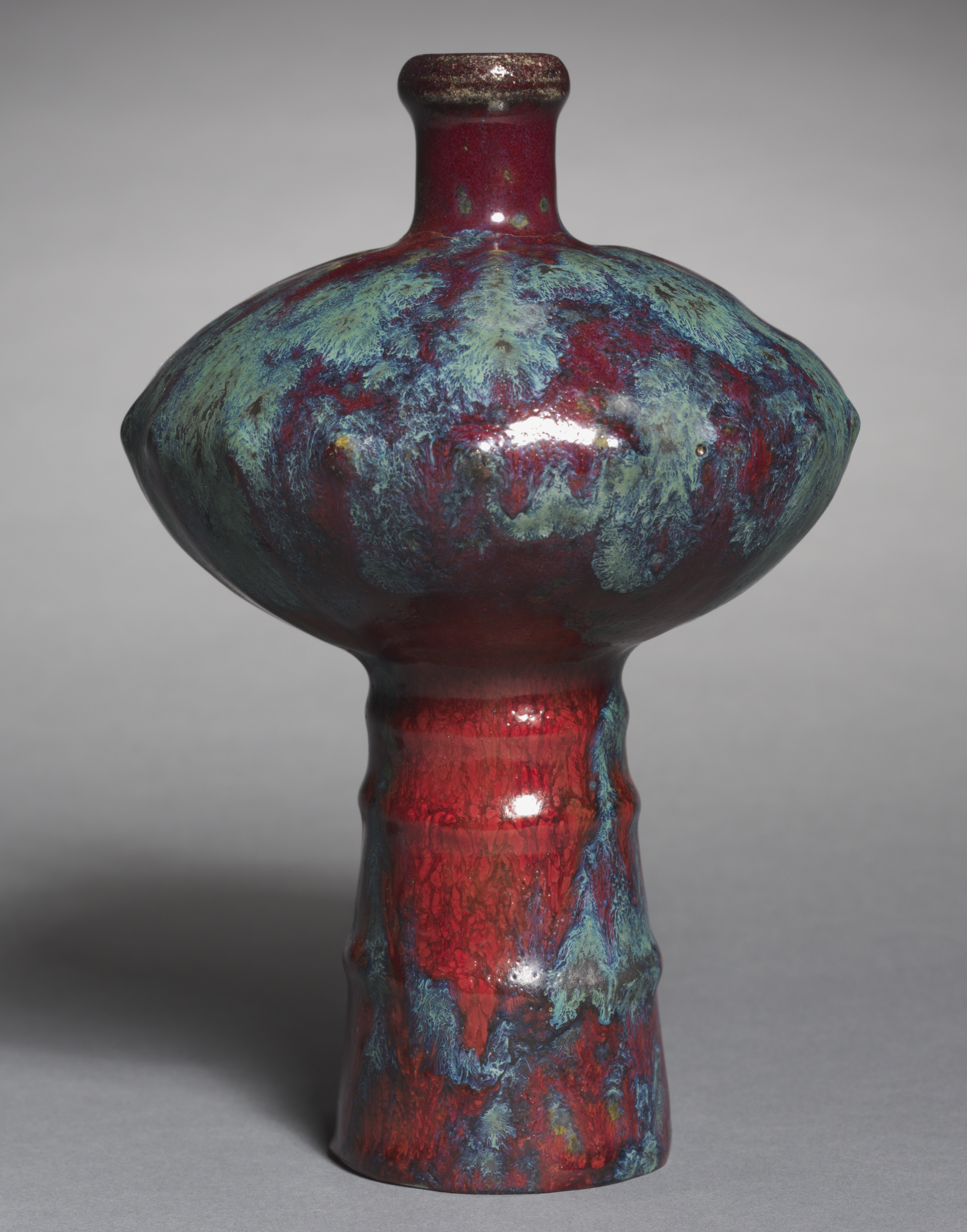
Bình hoa năm 1900

Pierre-Adrien Dalpayrat hoặc Adrien Dalpayrat (14 tháng 4 năm 1844 – 10 tháng 8 năm 1910, sinh ra ở Limoges) là một thợ gốm người Pháp, một nhân vật quan trọng trong gốm nghệ thuật Pháp, đặc biệt được biết đến với các loại men gốm màu sáng tạo, chủ yếu là đồ đá, nhưng cũng bằng đất nung và sứ. Sau khi làm việc cho nhiều nhà sản xuất sứ, chủ yếu là ở miền Nam nước Pháp, từ năm 1889 ông thành lập xưởng gốm riêng của mình ở Bourg-la-Reine, không xa thủ đô Paris, với công việc của mình được bán tại phòng trưng bày khác nhau ở thủ đô và các thành phố khác.

## Rouge Dalpayrat
Ông đã phát minh ra màu men đỏ dựa trên đồng được gọi là "Rouge Dalpayrat" sau đó ông tiếp tục phát minh ra một loại men sang de boeuf: 
 Màu đỏ của Dalpayrat là một vật liệu hơn là một màu sắc. Màu cơ bản thường là màu đỏ máu, thu được từ oxide đồng, nhưng cũng có thể là màu xanh rêu, màu hổ phách hoặc màu xám chì hoặc tất cả những màu cùng một lúc. Sự đa dạng của bảng màu cho thấy việc sử dụng nhiều oxide cụ thể và tạo ra một màu cụ thể riêng. Nhưng đây không phải là trường hợp: màu sắc rực rỡ hoặc khác, là kết quả của sự thay đổi tinh tế trong tỷ lệ và có được công thức chỉ dựa trên kim loại đồng. 

## Công việc
Công việc của ông chủ yếu là điêu khắc, hoặc đôi khi ông kết hợp với các hình được mô phỏng bởi các nhà điêu khắc mà ông hợp tác. Nhà điêu khắc tượng trưng Alphonse Voisin-Delacroix (1857 – 1893) là một cộng tác viên cho đến khi ông qua đời khi còn trẻ tuổi. Giống như một số thợ gốm khác của Art Nouveau (Tân Nghệ thuật) như Dalpayrat thường chế tạo các bộ phận để gắn kết với các yếu tố kim loại của các công ty gia công kim loại, bao gồm một chân đèn được thiết kế bằng kính và bóng kim loại của công ty Tiffany & Co. ở thành phố New York. Sự kết hợp này rất có thể được sắp xếp bởi Siegfried Bing, người có phòng trưng bày tại bảo tàng Paris, Maison de l'Art Nouveau để bán các tác phẩm của cả hai nhà sản xuất. Một lọ mực với giá treo bằng đồng, cũng ở trong bảo tàng Nghệ thuật Metropolitan, có kim loại được đánh dấu bởi Edward Colonna, một nhà thiết kế kim loại thường xuyên cho Bing.
Tác phẩm lớn nhất của ông là một cheminée phức tạp, hoặc lò sưởi với overmantel, trong thân gỗ của cây chi dương đen với nhiều chèn đá, được bán cho bảo tàng Luxembourg của nhà nước Pháp (hiện đang được lưu trữ ở bảo tàng Orsay, cả ở thủ đô Paris). Điều này đã được thực hiện với đối tác kinh doanh của ông Adèle Lesbros và người cũng tài trợ cho ông. Ông đã giành được một số giải thưởng trong các cuộc thi trong nước và quốc tế và cho thấy đó là một con đường quan trọng để các nghệ nhân gốm thúc đẩy công việc của họ, đạt được huy chương vàng trong Hội chợTriển lãm Thế giới (Chicago, 1893) và Hội chợ Triển lãm Đại học, Paris năm 1900.
Vợ và ba con trai của ông đã tham gia kinh doanh, nhưng nó đã đóng cửa vào năm 1906, sau đó ông nghỉ hưu tại quê hương Limoges của mình. Ngôi nhà và xưởng của ông ở Bourg-la-Reine hiện thuộc sở hữu của thị trấn và nắm giữ bởi bảo tàng Dalpayrat, với hơn 120 tác phẩm của ông.

Vào năm 2015, hai chiếc bình Dalpayrat trong một cuộc đấu giá tại Christie, thành phố New York được bán với giá 23.750 đô la Mỹ, và 17.500 đô la Mỹ. 

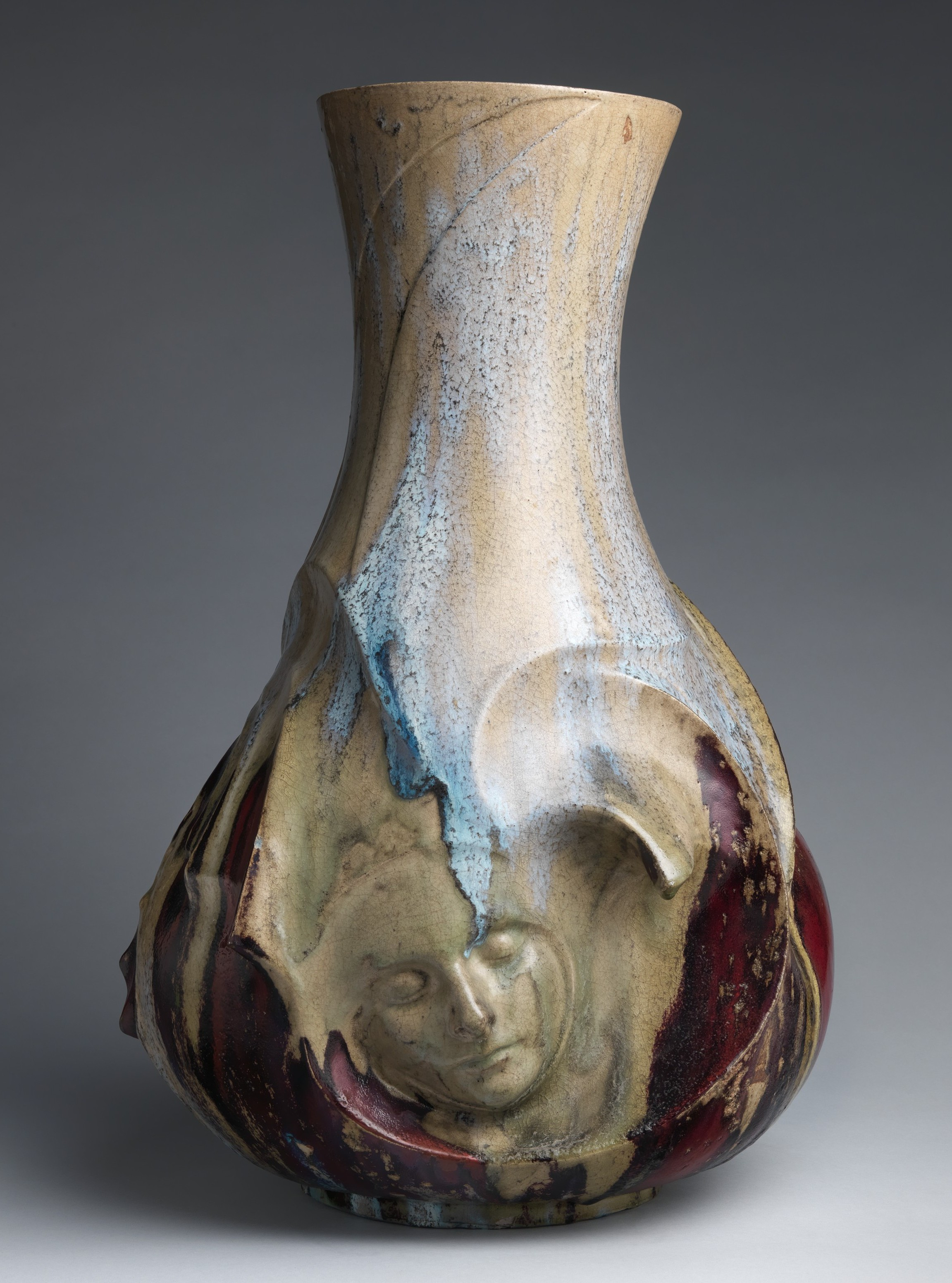
Bình hoa có mặt vào năm 1892-93, được mô phỏng bởi Alphonse Voisin-Delacroix.
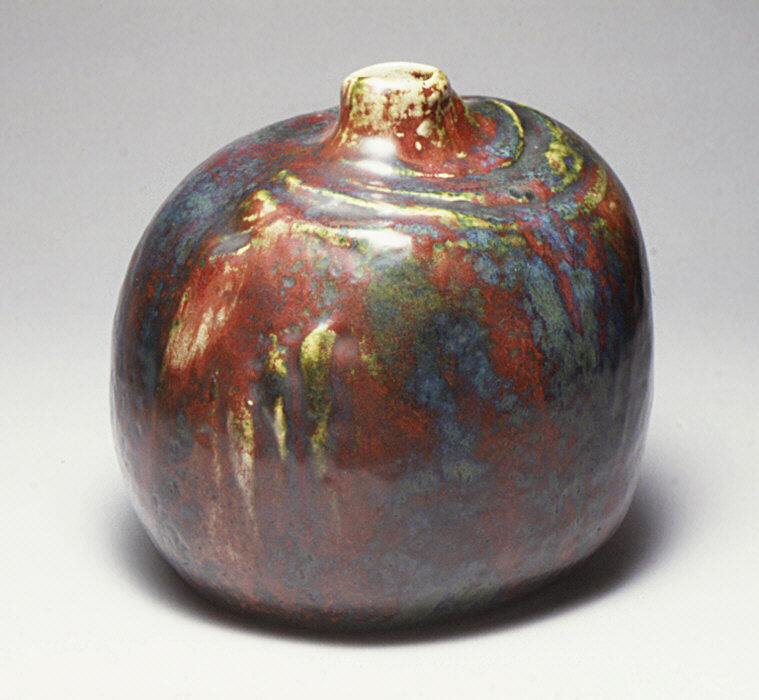
Bình hoa năm 1897
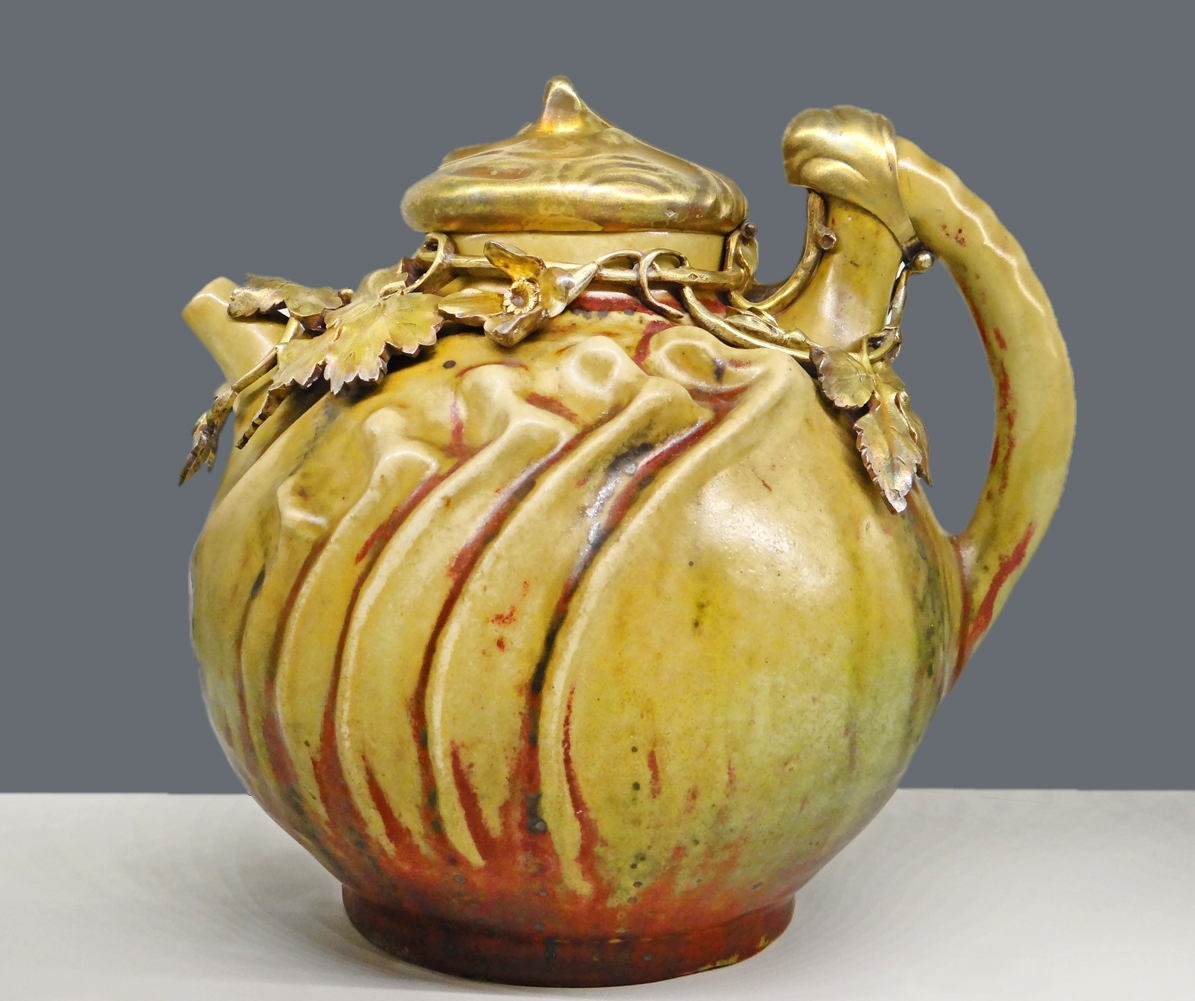
Ấm trà năm 1898
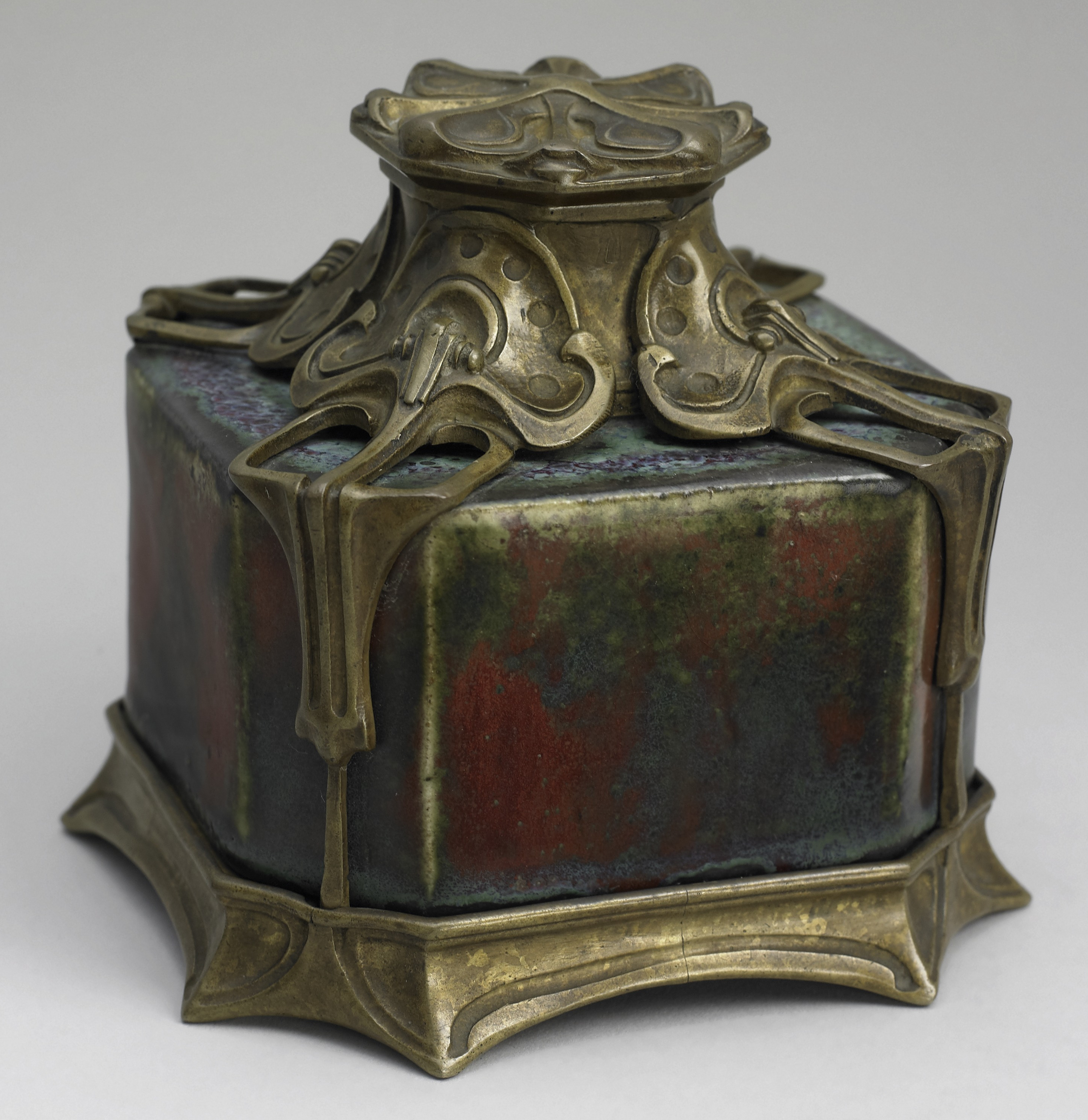
Inkwell trong đồ trang sức bằng đá và mạ vàng, trong những năm 1890
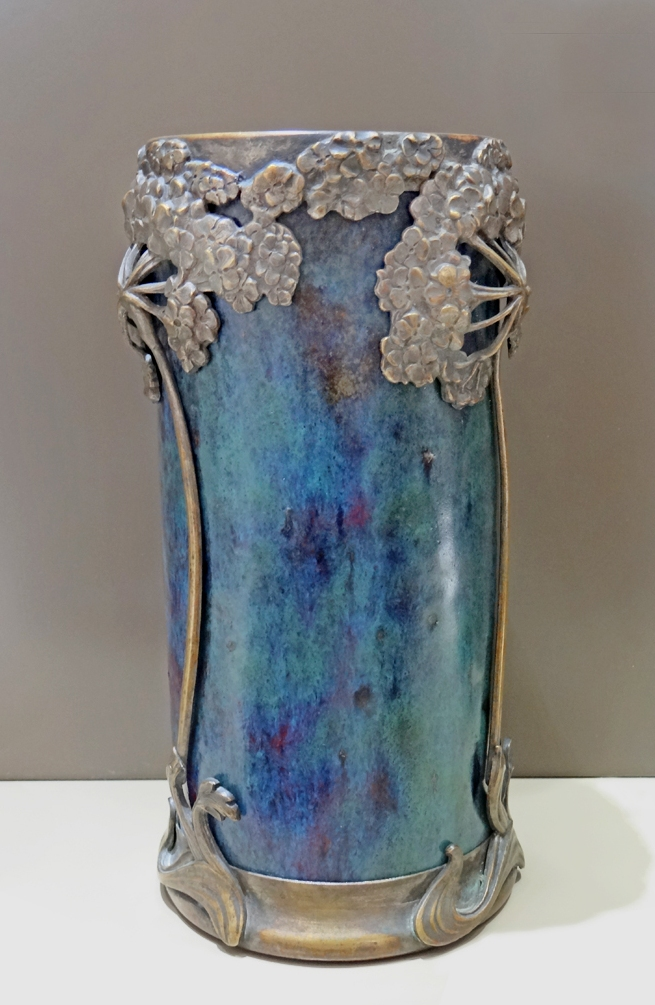
Bình hoa năm 1900, với ngàm mạ bạc
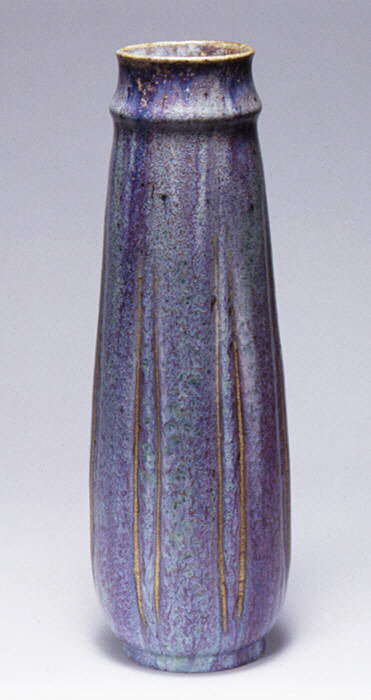
Bình hoa cao năm 1900
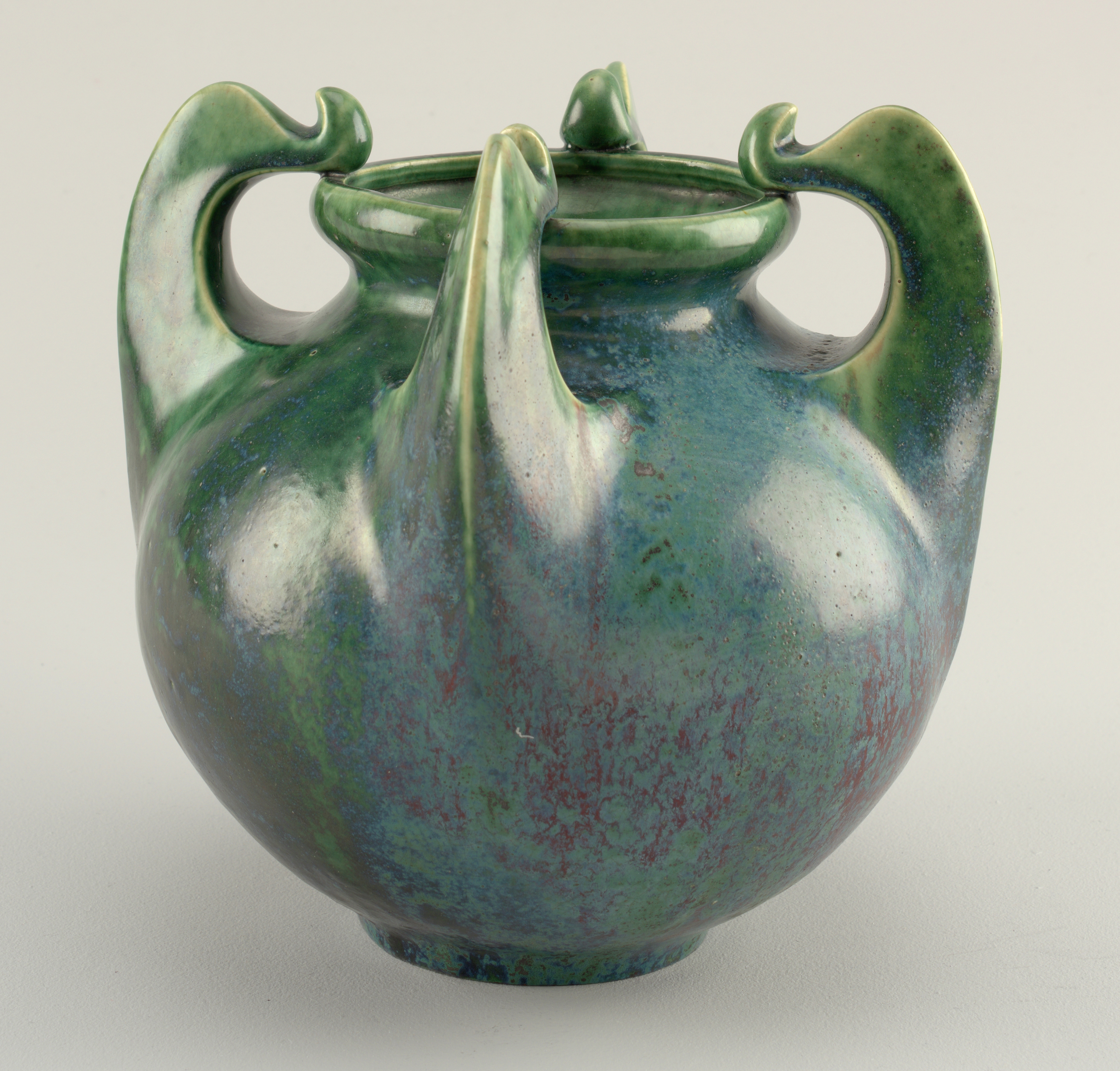
Bình hoa năm 1900
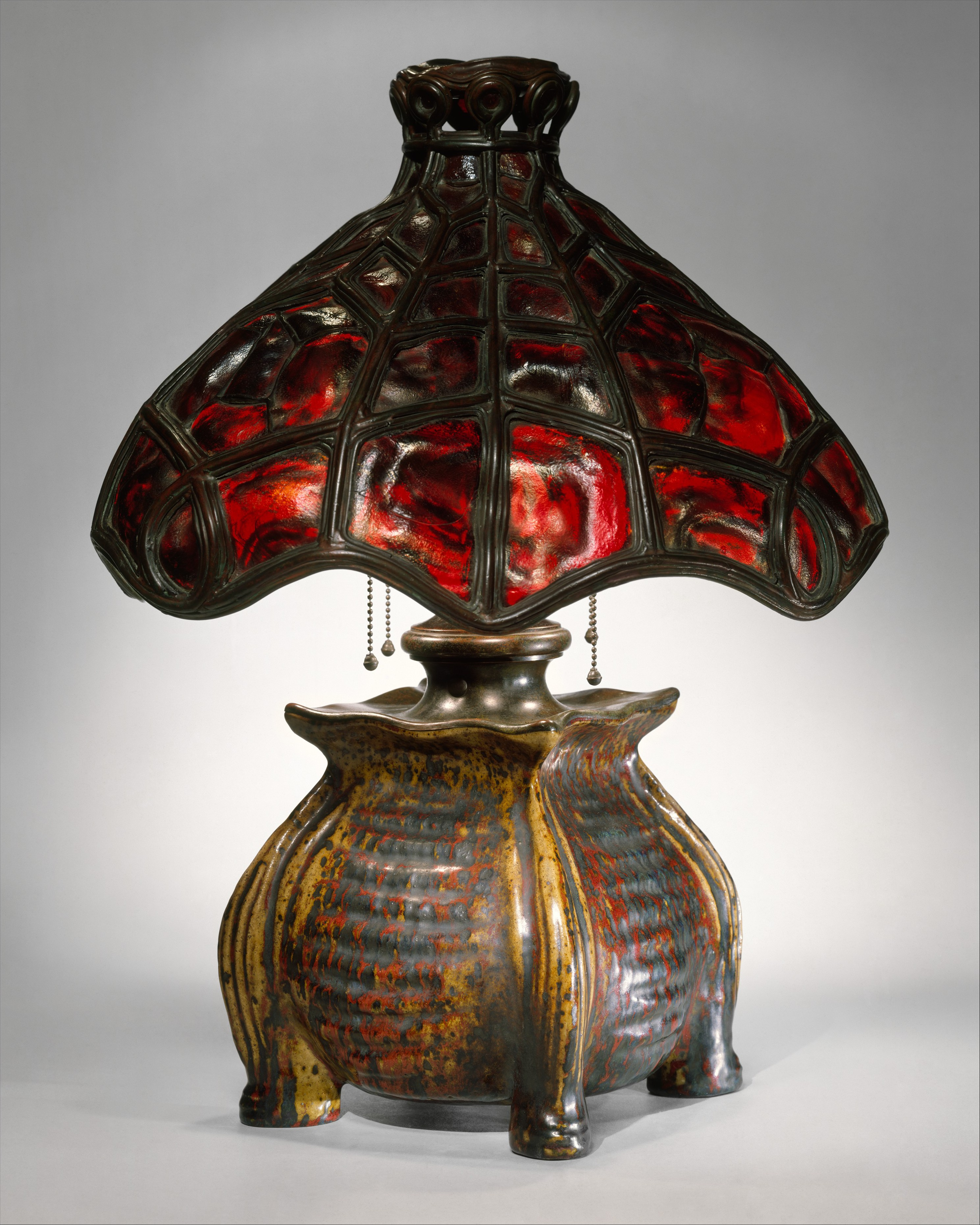
Đèn bàn, với bóng thủy tinh và kim loại của Tiffany & Co., vào năm 1902.
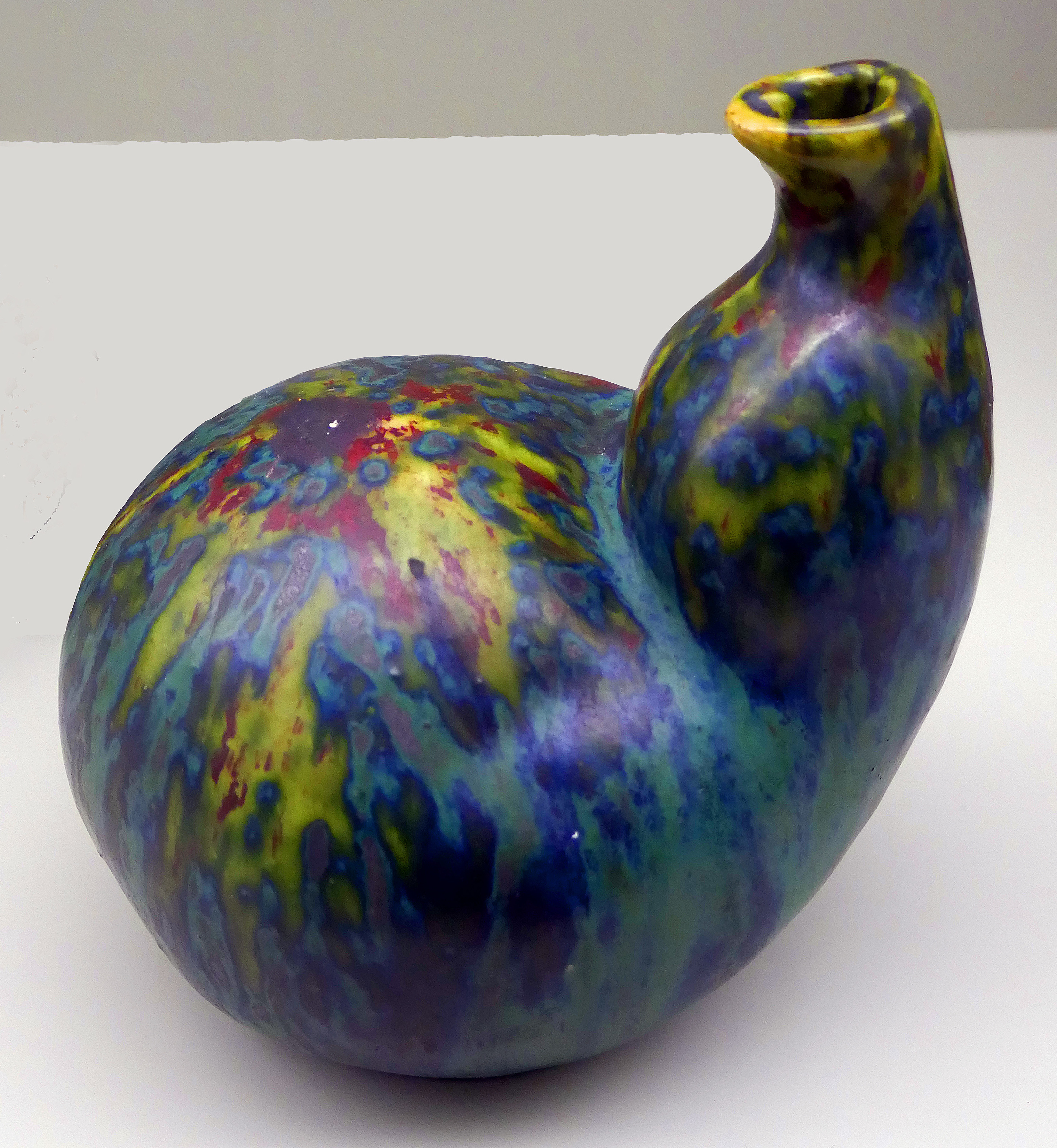
Bình hoa năm 1904
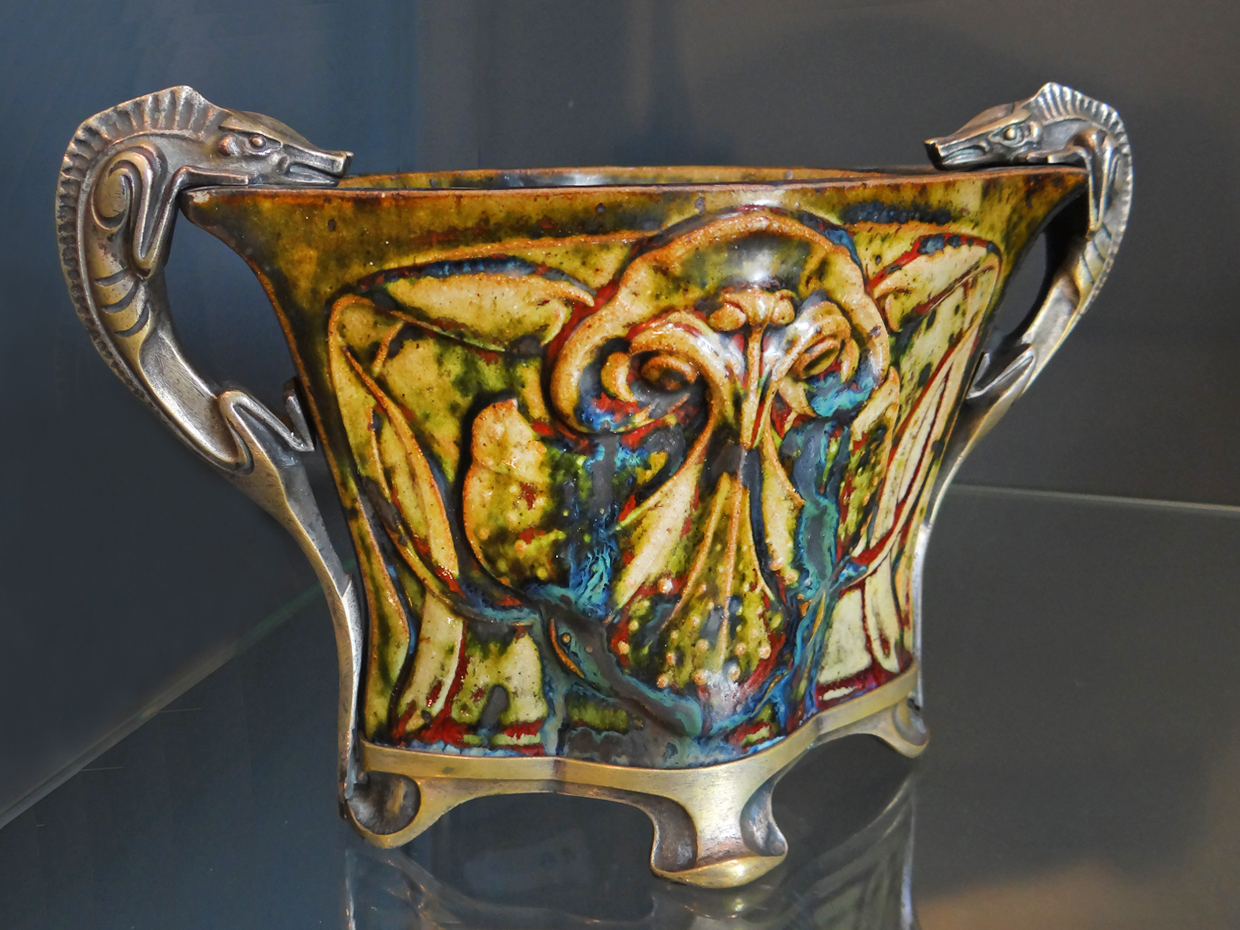
Jardinière với tay cầm thằn lằn bằng đồng
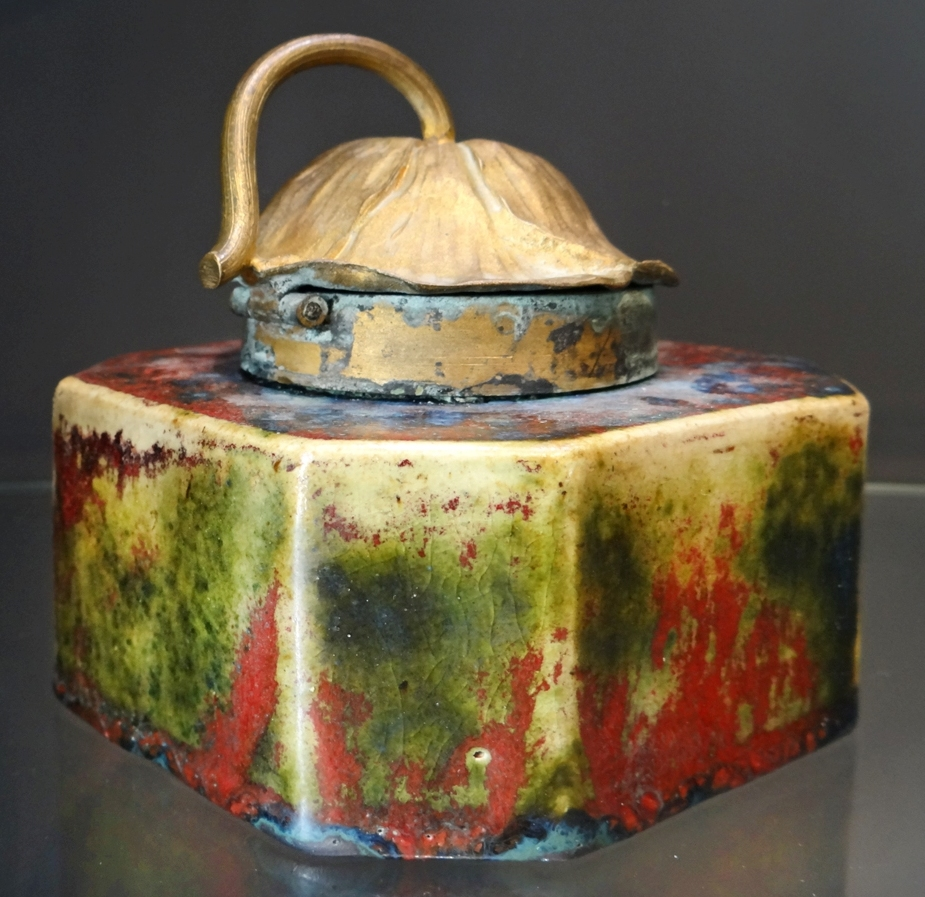
Inkwell với vỏ kim loại
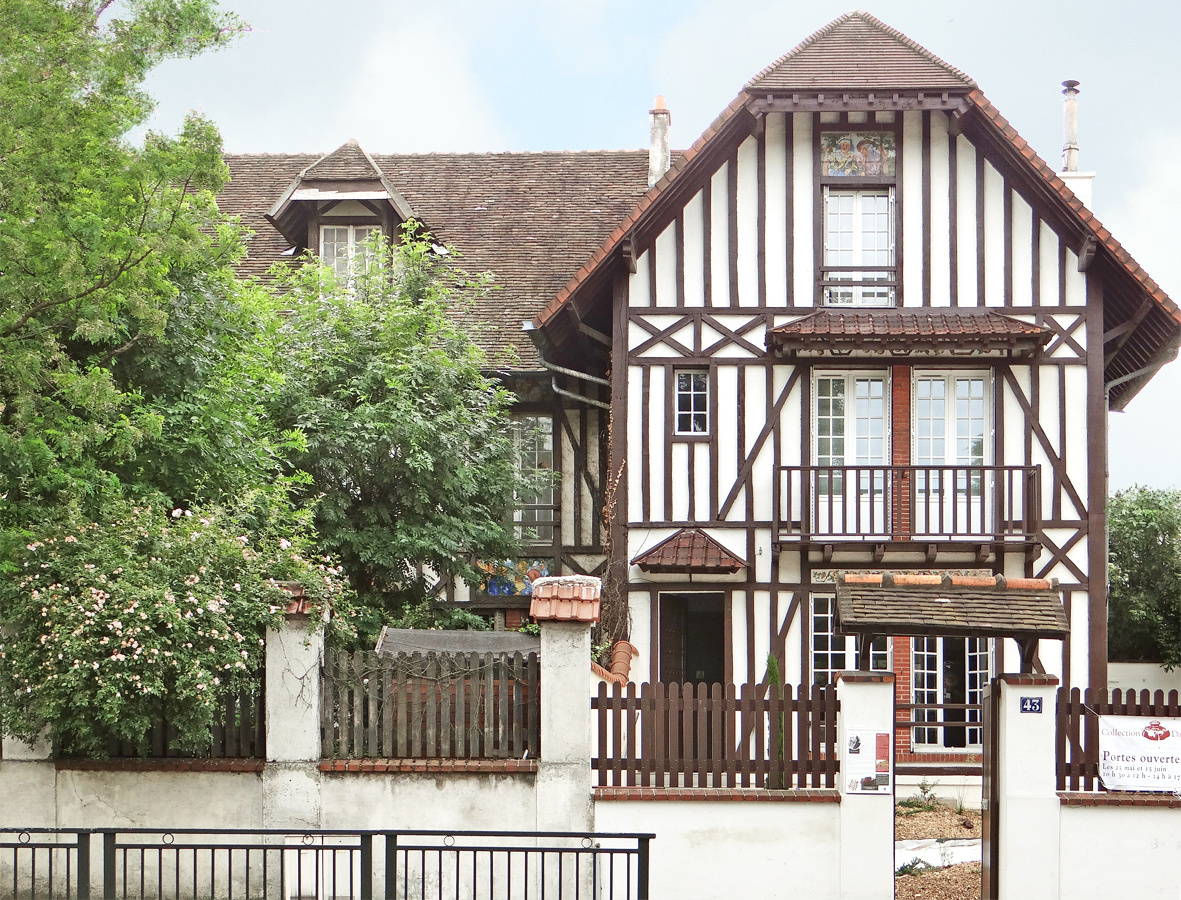
Nhà của Dalpayrat, thuộc xã Bourg-la-Reine, hiện là một bảo tàng